# Cyphoderopsis
Genre
Cyphoderopsis est un genre de collemboles de la famille des Lepidocyrtidae.

## Liste des espèces
Selon Checklist of the Collembola of the World (version du 27 août 2019) :
- Cyphoderopsis cavicola Jantarit, Satasook & Deharveng, 2013
- Cyphoderopsis ceylonica Yosii, 1966
- Cyphoderopsis decemoculatus Prabhoo, 1971
- Cyphoderopsis gorumaraensis Mandal, Suman & Bhattacharya, 2019
- Cyphoderopsis gracilis Carpenter, 1924
- Cyphoderopsis kempi Carpenter, 1917
- Cyphoderopsis khaophang Jantarit, Satasook & Deharveng, 2013
- Cyphoderopsis lamottei Delamare Deboutteville, 1950
- Cyphoderopsis lindbergi (Stach, 1960)
- Cyphoderopsis madagascarensis (Wilson, 1982)
- Cyphoderopsis nayakensis (Stach, 1960)
- Cyphoderopsis nepalensis (Wilson, 1982)
- Cyphoderopsis pauliani (Delamare Deboutteville, 1951)
- Cyphoderopsis phangnga Jantarit, Satasook & Deharveng, 2013
- Cyphoderopsis sexocellatus Yosii, 1966
- Cyphoderopsis thachana Jantarit, Satasook & Deharveng, 2013

## Publication originale
- Carpenter, 1917 : Collembola, zoological results of the Abor expedition 1911-12. Records of the Indian Museum, vol. 8, p. 561-568.